# Shakushi
Un shakushi (杓子) est une spatule japonaise, plate ou légèrement creuse, utilisée pour servir le riz. Il est parfois appelé shamoji (杓文字), surtout par les femmes.
Un shakushi peut être en bois (souvent en bambou) ou en plastique, rarement en métal. Les modèles en plastique sont couverts de rainures croisées pour limiter la surface de contact aux petites bosses entre les rainures et ainsi éviter que le riz n'y adhère ; on trempe souvent le shakushi en bois dans l'eau pour la même raison.